# Быстра (Силезское воеводство)
Быстра (пол. Bystra) — село в Польше, входит в состав гмины (волости) Вильковице Бельского повята, Силезское воеводство.
Расположено в южной части Польши в Силезских Бескидах на реке Бялка левого притока р. Бялой (бассейн Вислы).
Население составляет 3887 человек (на 2008 год).
Создано путём объединения в 1956 году двух ранее существовавших сëл Быстра Силезская (Шленская) (нем. Bistrai) и Быстра Краковская.

## Известные уроженцы и жители
- Фалат, Юлиан (1853—1929) — выдающийся польский художник-акварелист.